# Discografia de 5 Seconds of Summer
A discografia de 5 Seconds of Summer, uma banda australiana de pop punk, consiste em quatro álbuns de estúdio, dois álbuns ao vivo, sete extended plays, dezoito singles e quatro singles promocionais. A videografia relacionada da banda é formada por vinte e dois videoclipes. Eles começaram a ganhar reconhecimento quando Luke Hemmings, Michael Clifford e Calum Hood fizeram um cover da música "Next To You", do cantor Chris Brown e Justin Bieber, que atingiu mais de 1 milhão de visualizações no YouTube. Como a banda não tinha baterista, contrataram Ashton Irwin. Em seu repertório interpreta, principalmente, elementos do rock e do punk.
A banda começou a chamar a atenção de muitos produtores e gravadoras. Em Janeiro de 2012, assinaram um contrato com a gravadora Sony ATV Music Publishing e começaram a gravar seu primeiro EP Unplugged. Em 19 de novembro, eles lançaram seu primeiro single, "Out of My Limit", para seu segundo EP, Somewhere New, que não entrou em nenhuma parada musical. Em 27 de junho de 2014, eles lançaram seu primeiro álbum de estúdio, 5 Seconds of Summer, o disco foi bem recebido pelos críticos e alcançou o topo da ARIA Charts, da Ultratop 50, da Canadian Albums Chart, da Hitlisten na IRMA, na MegaCharts, na Recorded Music NZ e na Billboard 200, recebendo disco de platina pela ARIA Charts e pela ABPD. A segunda canção de divulgação, "She Looks So Perfect", alcançou o primeiro lugar na ARIA Charts, na Irish Albums Chart, na Recorded Music NZ, na UK Singles Chart e na Scottish Singles and Albums Charts, recebendo disco triplo de platina pela Australian Recording Industry Association, e um disco de platina pela RMNZ. Sua terceira obra de promoção, "Don't Stop", atingiu o primeiro lugar na Irish Singles Chart e na Recorded Music NZ, alcançou o segundo lugar na UK Singles Chart e o terceiro lugar na ARIA Charts, recebendo disco de ouro pela ARIA e disco de prata pela BPI. A quarta faixa promocional, "Amnesia", alcançou o terceiro lugar na Irish Singles Chart e recebeu disco de platina duplo pela ARIA Charts e disco de platina pela RIAA. O quarto single, "Good Girls", não alcançou o topo e nem ficou entre os 10 primeiros de nenhuma tabela.
Em 15 de dezembro de 2014, eles lançaram seu primeiro álbum ao vivo, LIVESOS, que recebeu disco de platina pela ABPD. O primeiro single do álbum, "What I Like About You", que é um cover da música da banda The Romantics, não alcançou o topo e nem ficou entre os 10 primeiros de nenhuma tabela, também.
Em 17 de Julho de 2015, a banda lançou "She's Kinda Hot" como primeiro single do seu segundo álbum de estúdio, Sounds Good Feels Good, ficando em sexto lugar no ARIA Charts, e na Irish Single Charts, vigésimo  segundo na Billboard Hot 100 e décimo quarto na UK Single Charts, recebendo disco de ouro da RIAA. A banda lançou "Hey Everybody" como segundo single do álbum em 9 de Outubro. Duas semanas depois, em 23 de outubro de 2015, a banda lançou seu segundo álbum de estúdio Sounds Good Feels Good, que foi novamente recebido bem pelos críticos. O trabalho alcançou o topo da ARIA Charts, da Canadian Albums Chart, da Billboard 200, da Irish Albums Chart, da VG-lista, da MegaCharts e da UK Albums Chart, recebendo disco de prata da BPI. "Jet Black Heart" foi lançado como o terceiro e último single do álbum em 17 de Dezembro de 2015.
Em 22 de Fevereiro de 2018, a banda lançou "Want You Back", o carro-chefe do seu terceiro albúm de estúdio. A música ficou no top 40 no Reino Unido, Irlanda e Austrália. O segundo single foi a faixa do mesmo nome do álbum, que ficou no número um por oito semanas consecutivas na Austrália e quatro semanas consecutivas na Nova Zelândia. Em 15 de Junho de 2018, a banda lançou seu terceiro albúm de estúdio, Youngblood, que estreou no número um na Austrália e nos Estados Unidos.

## Álbuns

### Álbuns de estúdio
| Detalhes | Melhores posições atingidas | Melhores posições atingidas | Melhores posições atingidas | Melhores posições atingidas | Melhores posições atingidas | Melhores posições atingidas | Melhores posições atingidas | Melhores posições atingidas | Melhores posições atingidas | Melhores posições atingidas | Melhores posições atingidas | Vendas                                          | Certificações |
| Detalhes | AUS                         | CAN                         | EUA                         | BEL                         | FRA                         | IRL                         | NOR                         | DIN                         | NZ                          | PB                          | RU                          | Vendas                                          | Certificações |
| --- | --------------------------- | --------------------------- | --------------------------- | --------------------------- | --------------------------- | --------------------------- | --------------------------- | --------------------------- | --------------------------- | --------------------------- | --------------------------- | ----------------------------------------------- | --- |
| 5 Seconds of Summer - Lançamento: 27 de junho de 2014 - Gravadora: Hi or Hey Records, Capitol Records - Formatos: CD, download digital      | 1                           | 1                           | 1                           | 1                           | 4                           | 1                           | 1                           | 1                           | 1                           | 1                           | 2                           | - : 3.200.000 - : 734.000 - : 40.000 - : 25.000 | - ARIA: Platina - AUT: Ouro - PMB: Ouro - MC: Platina - FIMI: Ouro - PSPI: Ouro - PME: Ouro - BPI: Ouro - RIAA: Ouro |
| Sounds Good Feels Good - Lançamento: 23 de outubro de 2015 - Gravadora: Hi or Hey Records, Capitol Records - Formatos: CD, download digital | 1                           | 1                           | 1                           | 2                           | 12                          | 1                           | 1                           | 3                           | 2                           | 1                           | 1                           | - : 1.000.000 - : 496.000 - : 100.000           | - BPI: Ouro |
| Youngblood - Lançamento: 15 de junho de 2018 - Gravadora: Hi or Hey Records, Capitol Records - Formatos: CD, download digital               | 1                           | 3                           | 1                           | 3                           | 43                          | 3                           | 6                           | 7                           | 2                           | 2                           | 3                           | - : 700.000                                     | - BPI: Prata - ARIA: Ouro - MC: Platina - IFPI: Ouro                                                                 |

### Álbuns ao vivo
| Detalhes | Melhores posições atingidas | Melhores posições atingidas | Melhores posições atingidas | Melhores posições atingidas | Melhores posições atingidas | Melhores posições atingidas | Melhores posições atingidas | Vendas   |
| Detalhes | AUS                         | EUA                         | BEL                         | IRL                         | NZ                          | PB                          | RU                          | Vendas   |
| --- | --------------------------- | --------------------------- | --------------------------- | --------------------------- | --------------------------- | --------------------------- | --------------------------- | -------- |
| LIVESOS - Lançamento: 10 de dezembro de 2014 - Gravadora: Capitol Records - Formatos: CD, download digital                    | 7                           | 13                          | 41                          | 20                          | 23                          | 26                          | 31                          | - 66.541 |
| Meet You There Tour Live - Lançamento: 21 de dezembro de 2018 - Gravadora: Hi or Hey Records - Formatos: CD, download digital | —                           | —                           | —                           | —                           | —                           | —                           | —                           |          |

### Extended plays(EP)
| Detalhes | Melhores posições atingidas | Melhores posições atingidas | Melhores posições atingidas | Vendas    |
| Detalhes | CAN                         | NZ                          | EUA                         | Vendas    |
| --- | --------------------------- | --------------------------- | --------------------------- | --------- |
| Unplugged - Lançamento: 26 de junho de 2012 - Gravadora: Hi or Hey Records, Republic Records - Formatos: Download digital                | —                           | —                           | —                           |           |
| Somewhere New - Lançamento: 7 de dezembro de 2012 - Gravadora: Hi or Hey Records, Republic Records - Formatos: CD, download digital      | —                           | 36                          | —                           |           |
| She Looks So Perfect - Lançamento: 23 de março de 2014 - Gravadora: Hi or Hey Records, Republic Records - Formatos: CD, download digital | 1                           | —                           | 2                           | - 316.000 |
| Don't Stop - Lançamento: 15 de junho de 2014 - Gravadora: Hi or Hey Records, Republic Records - Formatos: CD, download digital           | —                           | —                           | —                           |           |
| Amnesia - Lançamento: 15 de junho de 2014 - Gravadora: Hi or Hey Records, Republic Records - Formatos: CD, download digital              | —                           | —                           | —                           |           |
| Good Girls - Lançamento: 14 de novembro de 2014 - Gravadora: Hi or Hey Records, Republic Records - Formatos: CD, download digital        | —                           | —                           | —                           |           |
| She's Kinda Hot - Lançamento: 17 de julho de 2015 - Gravadora: Hi or Hey Records, Republic Records - Formato: CD, download digital       | —                           | —                           | —                           |           |
| "—" indica uma obra que não entrou na tabela musical correspondente.                                                                     |                             |                             |                             |           |

## Singles

### Como artista principal
| Canção                                                               | Ano  | Melhores posições atingidas | Melhores posições atingidas | Melhores posições atingidas | Melhores posições atingidas | Melhores posições atingidas | Melhores posições atingidas | Melhores posições atingidas | Melhores posições atingidas | Melhores posições atingidas | Melhores posições atingidas | Melhores posições atingidas | Melhores posições atingidas | Certificações                                                                                                | Álbum                     |
| Canção                                                               | Ano  | AUS                         | CAN                         | BEL                         | EUA                         | FRA                         | DIN                         | IRL                         | NZ                          | PB                          | RU                          | SUE                         | SUI                         | Certificações                                                                                                | Álbum                     |
| -------------------------------------------------------------------- | ---- | --------------------------- | --------------------------- | --------------------------- | --------------------------- | --------------------------- | --------------------------- | --------------------------- | --------------------------- | --------------------------- | --------------------------- | --------------------------- | --------------------------- | --- | ------------------------- |
| "Out of My Limit"[A]                                                 | 2012 | —                           | —                           | —                           | —                           | —                           | —                           | —                           | —                           | —                           | —                           | —                           | —                           | | Somewhere New EP          |
| "She Looks So Perfect"                                               | 2014 | 1                           | 25                          | 20                          | 24                          | 40                          | 12                          | 1                           | 1                           | 13                          | 1                           | 46                          | 26                          | - ARIA: 3× Platina - BPI: Platina - IFPN DEN: Ouro - MC: Platina - RMNZ: Platina - RIAA: 2× Platina          | 5 Seconds of Summer       |
| "Don't Stop"                                                         | 2014 | 3                           | 34                          | 16                          | 47                          | 63                          | 18                          | 1                           | 1                           | 25                          | 2                           | —                           | 36                          | - ARIA: Ouro - BPI: Platina - RIAA: Ouro                                                                     | 5 Seconds of Summer       |
| "Amnesia"                                                            | 2014 | 7                           | 19                          | 21                          | 16                          | 54                          | 6                           | 3                           | 6                           | 28                          | 7                           | 60                          | 49                          | - ARIA: 2× Platina - BPI: Ouro - MC: Ouro - RIAA: 2× Platina                                                 | 5 Seconds of Summer       |
| "Good Girls"                                                         | 2014 | 19                          | 27                          | 40                          | 34                          | 97                          | 18                          | 12                          | 15                          | 88                          | 19                          | —                           | —                           | - BPI: Prata - RIAA: Ouro                                                                                    | 5 Seconds of Summer       |
| "What I Like About You"                                              | 2014 | —                           | —                           | —[B]                        | —                           | —                           | —                           | —                           | —                           | —                           | 137 [C]                     | —                           | —                           | | LIVESOS                   |
| "She's Kinda Hot"                                                    | 2015 | 6                           | 27                          | 46                          | 22                          | 62                          | —                           | 6                           | 11                          | 57                          | 14                          | 95                          | 59                          | - ARIA: Ouro - RIAA: Ouro - BPI: Prata                                                                       | Sounds Good Feels Good    |
| "Hey Everybody!"                                                     | 2015 | 70                          | —                           | —                           | —[D]                        | —                           | —                           | 49                          | —                           | —                           | 49                          | —                           | —                           | | Sounds Good Feels Good    |
| "Jet Black Heart"                                                    | 2015 | 34                          | —                           | —                           | 95                          | 152                         | —                           | 78                          | —                           | 98                          | 60                          | —                           | —                           | | Sounds Good Feels Good    |
| "Girls Talk Boys"                                                    | 2016 | 21                          | 87                          | —                           | 68                          | 35                          | —                           | 39                          | —                           | 50                          | 28                          | —                           | 68                          | | Ghostbusters              |
| "Want You Back"                                                      | 2018 | 32                          | 57                          | —                           | 61                          | —                           | —                           | 26                          | —                           | 57                          | 22                          | 54                          | 56                          | - ARIA: Platina - MC: Ouro - RIAA: Ouro                                                                      | Youngblood                |
| "Youngblood"                                                         | 2018 | 1                           | 3                           | 5                           | 7                           | 110                         | 2                           | 4                           | 1                           | 7                           | 4                           | 4                           | 33                          | - ARIA: 9× Platina - IFPI DEN: 2× Platina - RMNZ: 3× Platina - BPI: Platina - RIAA: 2× Platina - MC: Platina | Youngblood                |
| "Valentine"                                                          | 2018 | 85                          | —                           | —                           | —                           | —                           | —                           | —                           | —                           | —                           | —                           | —                           | —                           | | Youngblood                |
| "Killer Queen"                                                       | 2018 | —                           | —                           | —                           | —                           | —                           | —                           | —                           | —                           | —                           | —                           | —                           | —                           | | Single sem albúm          |
| "Lie to Me" (featuring Julia Michaels)                               | 2018 | 38                          | —                           | —                           | —                           | —                           | —                           | 42                          | —                           | —                           | 99                          | —                           | —                           | - ARIA: Platina - MC: Ouro                                                                                   | Youngblood                |
| "Easier"                                                             | 2019 | 12                          | 37                          | 13                          | 48                          | —                           | 25                          | 25                          | 16                          | 66                          | 29                          | 74                          | 66                          | • ARIA: Platina • RMNZ: Ouro                                                                                 | TBA                       |
| "Teeth"                                                              | 2019 | 17                          | —                           | 63                          | 38                          | —                           | 42                          | 81                          | 25                          | 46                          | —                           | —                           | —                           | | 13 Reasons Why : Season 3 |
| "—" indica uma obra que não entrou na tabela musical correspondente. |      |                             |                             |                             |                             |                             |                             |                             |                             |                             |                             |                             |                             | |                           |

### Singlespromocionais
| Canção                                                               | Ano  | Melhores posições atingidas | Melhores posições atingidas | Melhores posições atingidas | Melhores posições atingidas | Melhores posições atingidas | Melhores posições atingidas | Melhores posições atingidas | Melhores posições atingidas | Melhores posições atingidas | Melhores posições atingidas | Álbum                  |
| Canção                                                               | Ano  | AUS                         | CAN                         | BEL                         | EUA                         | FRA                         | DIN                         | IRL                         | NZ                          | PB                          | RU                          | Álbum                  |
| -------------------------------------------------------------------- | ---- | --------------------------- | --------------------------- | --------------------------- | --------------------------- | --------------------------- | --------------------------- | --------------------------- | --------------------------- | --------------------------- | --------------------------- | ---------------------- |
| "Kiss Me Kiss Me"                                                    | 2014 | 14                          | 26                          | 29                          | 28                          | 62                          | 7                           | 54                          | 10                          | 37                          | 110                         | 5 Seconds of Summer    |
| "Everything I Didn't Say"                                            | 2014 | 11                          | 18                          | 31                          | 24                          | 59                          | 8                           | 97                          | 8                           | 36                          | 130                         | 5 Seconds of Summer    |
| "Fly Away"                                                           | 2015 | 26                          | —                           | 84                          | —                           | 138                         | 6                           | —                           | —                           | 44                          | 100                         | Sounds Good Feels Good |
| "Money"                                                              | 2015 | 69                          | —                           | —                           | —                           | —                           | —                           | —                           | —                           | 88                          | —                           | Sounds Good Feels Good |
| "—" indica uma obra que não entrou na tabela musical correspondente. |      |                             |                             |                             |                             |                             |                             |                             |                             |                             |                             |                        |

### Outras canções que entraram nas tabelas musicais
| Canção                                                               | Ano  | Melhores posições atingidas | Melhores posições atingidas | Melhores posições atingidas | Álbum                  |
| Canção                                                               | Ano  | AUS                         | IRL                         | RU                          | Álbum                  |
| -------------------------------------------------------------------- | ---- | --------------------------- | --------------------------- | --------------------------- | ---------------------- |
| "Heartache on the Big Screen"                                        | 2014 | —                           | —                           | 123                         | She Looks So Perfect   |
| "The Only Reason"                                                    | 2014 | —                           | —                           | 143                         | She Looks So Perfect   |
| "Wrapped Around Your Finger"                                         | 2014 | —                           | 77                          | 119                         | Don't Stop             |
| "Rejects"                                                            | 2014 | —                           | 78                          | 108                         | Don't Stop             |
| "Try Hard"                                                           | 2014 | —                           | 79                          | 80                          | Don't Stop             |
| "Heartbreak Girl"                                                    | 2014 | —                           | 42                          | 108                         | 5 Seconds of Summer    |
| "18"                                                                 | 2014 | —                           | 45                          | 127                         | 5 Seconds of Summer    |
| "Greenlight"                                                         | 2014 | —                           | 53                          | 169                         | 5 Seconds of Summer    |
| "Voodoo Doll"                                                        | 2014 | —                           | 55                          | 128                         | 5 Seconds of Summer    |
| "Beside You"                                                         | 2014 | —                           | 56                          | 129                         | 5 Seconds of Summer    |
| "Long Way Home"                                                      | 2014 | —                           | 58                          | 128                         | 5 Seconds of Summer    |
| "English Love Affair"                                                | 2014 | —                           | 61                          | 142                         | 5 Seconds of Summer    |
| "End Up Here"                                                        | 2014 | —                           | 65                          | 170                         | 5 Seconds of Summer    |
| "Never Be"                                                           | 2014 | —                           | 67                          | 162                         | 5 Seconds of Summer    |
| "Social Casualty"                                                    | 2014 | —                           | 68                          | 157                         | 5 Seconds of Summer    |
| "Daylight"                                                           | 2014 | 61                          | —                           | 109                         | Amnesia                |
| "American Idiot"                                                     | 2014 | 89                          | —                           | —                           | Amnesia                |
| "Just Saying"                                                        | 2014 | 54                          | —                           | 133                         | Good Girls             |
| "Broken Home"                                                        | 2015 | —                           | —                           | 165                         | Sounds Good Feels Good |
| "Catch Fire"                                                         | 2015 | —                           | —                           | 177                         | Sounds Good Feels Good |
| "Permanent Vacantion"                                                | 2015 | —                           | —                           | 140                         | Sounds Good Feels Good |
| "Lie To Me"                                                          | 2018 | —                           | —                           | —                           | Youngblood             |
| "—" indica uma obra que não entrou na tabela musical correspondente. |      |                             |                             |                             |                        |

### Outras aparições
| Canção                                                           | Ano  | Álbum                                    |
| ---------------------------------------------------------------- | ---- | ---------------------------------------- |
| "American Idiot"                                                 | 2014 | Kerrang! Does Green Day's American Idiot |
| "Take What You Want" (One Ok Rock featuring 5 Seconds Of Summer) | 2017 | Ambitions                                |

### Colaborações com outros artistas
| Título                                                             | Ano  | Melhores posições atingidas | Melhores posições atingidas | Melhores posições atingidas | Melhores posições atingidas | Melhores posições atingidas | Melhores posições atingidas | Melhores posições atingidas | Melhores posições atingidas | Certificados                                 | Album         |
| Título                                                             | Ano  | AUS                         | BEL                         | CAN                         | IRE                         | NL                          | NZ                          | UK                          | US                          | Certificados                                 | Album         |
| ------------------------------------------------------------------ | ---- | --------------------------- | --------------------------- | --------------------------- | --------------------------- | --------------------------- | --------------------------- | --------------------------- | --------------------------- | -------------------------------------------- | ------------- |
| "Who Do You Love" (The Chainsmokers featuring 5 Seconds of Summer) | 2019 | 13                          | 21                          | 31                          | 19                          | 52                          | 26                          | 34                          | 52                          | - ARIA: 2× Platina - BPI: Prata - RIAA: Ouro | World War Joy |

## Vídeos musicais
| Título                                     | Ano  | Diretor                    |
| ------------------------------------------ | ---- | -------------------------- |
| "Out of My Limit"                          | 2012 | Bryce Jepsen               |
| "Heartbreak Girl"                          | 2013 | Charlie Miller             |
| "Try Hard"                                 | 2013 | Ben Winston                |
| "Wherever You Are"                         | 2013 | Ben Winston                |
| "She Looks So Perfect"                     | 2014 | Frank Borin                |
| "Don't Stop"                               | 2014 | Isaac Rentz                |
| "Voodoo Doll"                              | 2014 |                            |
| "Amnesia"                                  | 2014 | Isaac Rentz                |
| "Good Girls"                               | 2014 | Isaac Rentz                |
| "What I Like About You: Live at The Forum" | 2014 | Tom van Schelven           |
| "She's Kinda Hot"                          | 2015 | Isaac Rentz                |
| "Hey Everybody!"                           | 2015 | Isaac Rentz                |
| "Jet Black Heart"                          | 2015 | Isaac Rentz                |
| "Girls Talk Boys"                          | 2016 | Isaac Rentz                |
| "Want You Back"                            | 2018 | James Larese               |
| "Youngblood (Alt Version)                  | 2018 | Conor Butler               |
| "Youngblood"                               | 2018 | Frank Borin & Ivanna Borin |
| "Valentine"                                | 2018 | Andy DeLuca e Ashton Irwin |
| "Lie to Me"                                | 2019 | Brendan Vaughan            |
| "Easier"                                   | 2019 | Grant Singer               |
| "Easier" (Live From The Vault)             | 2019 |                            |
| "Teeth"                                    | 2019 | Thibaut Duverneix          |